# 주 선왕

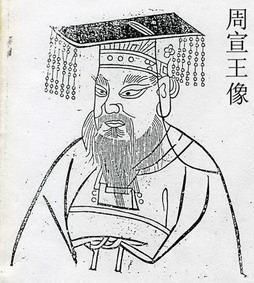

주 선왕(周 宣王, 기원전 862년 ~ 기원전 782년)은 주나라의 제11대 왕(재위: 기원전 828년 ~ 기원전 782년)이다. 성은 희(姬), 이름은 정(靜)이다. 주 여왕의 아들이다.

## 생애
아버지 주 여왕은 기원전 842년에 국민 폭동에 의해 체(彘, 현재의 산시성山西省 훠저우시霍州市)로 도망했고 이후 왕이 부재한 공화제가 실시되었다. 기원전 828년에 주 여왕이 사망한 후, 주 여왕의 아들인 정을 왕으로서 세웠다. 재위 중에 주 정공(周定公), 소 목공(召穆公)이 정치를 도와 국세가 중흥해 선왕중흥(宣王中興)으로 불리는 시기를 구축하였다.
동생 우(友)를 정나라(鄭)의 군주에 봉했다. 또, 이 시대에 주(籀) 의해 사주편(史籀篇)이 저술되어 서체의 하나인 대전(大篆)에 해당하는 전서가 완성되었다.

## 원년에 대한 이설
사기 진기세가에서는 진 유공 12년에 서주 여왕이 달아났고, 진 유공은 재위 23년 만에 죽어 아들 진 희공이 뒤를 이었고, 진 희공 6년이 선왕 원년에 해당한다고 기록했다. 이는 공화의 시작이므로, 진 유공 12년은 서기 기원전 842년에 해당한다. 진 희공 6년은 진 유공 12년의 17년 후에 해당하므로, 서기로는 기원전 845년에 해당한다. 주 본기에 따른 주 선왕 원년과는 2년의 차이가 있다. 이는 서주 왕들이 즉위 후 1년과 3년 각각에 두 번 개원했을 것이라는 이중칭원법 가설의 한 증거가 된다.